# Chaleo Yoovidhya
Cette page contient des caractères thaïs. En cas de problème, consultez Aide:Unicode ou testez votre navigateur.
Chaleo Yoovidhya (thaï : เฉลียว อยู่วิทยา / Chaliao Yuwitthaya), né le 17 août 1923 et mort le 17 mars 2012 à Bangkok, est un homme d'affaires thaïlandais, créateur en 1976 de la boisson énergisante Red Bull et cofondateur en 1984 de la société Red Bull GmbH.

## Biographie
De religion bouddhiste, Chaleo Yoovidhya est issu d'une famille modeste vivant de l'élevage de canards et du commerce des fruits à Baan Khao Chang, dans le Nord de la Thaïlande. Il fait ses débuts à Bangkok dans la pharmacie de son frère, et crée en 1962 une entreprise de produits pharmaceutiques (TC Pharmaceutical Industries). Il commence dans la production d'antibiotiques, puis en 1976, il crée la boisson énergisante Krating Daeng (กระทิงแดง « taureaux rouges » en thaï) qui rencontre un vif succès, surtout chez les chauffeurs de camion ou de taxi et chez les ouvriers. En 1984, il s'associe avec l'Autrichien Dietrich Mateschitz (qui remarqua que la boisson était efficace pour combattre le décalage horaire) pour commercialiser la Krating Daeng à l'international sous la dénomination Red Bull. La boisson démarre son internationalisation en Autriche en 1987, et la cible de la clientèle européenne est bien différente de celle de la Thaïlande : là, ce sont les adolescents qui font la fête, plutôt que les ouvriers et les camionneurs.
En 1993, Chaleo Yoovidhya s'associe au Sino-Thaïlandais Chanchai Ruayrungruang pour produire et distribuer Red Bull en Chine.
Yoovidhya possède également les TC Pharmaceuticals, une usine de boissons énergisantes en Thaïlande, et est propriétaire de Piyavate Hospital, un hôpital privé thaïlandais.
Au temps de sa mort, il est considéré comme le troisième homme le plus riche de Thaïlande, avec une fortune estimée en 2011 à 5 milliards de dollars par le magazine Forbes. Il possède 49 % de Red Bull GmbH, compagnie qui commercialise la boisson énergisante Red Bull. Son fils Chalerm en détient 2 % et Dietrich Mateschitz, qui dirige la compagnie, contrôle les 49 % restants.
En 2020, le clan de Yoovidhya est le deuxième plus riche de Thaïlande avec une fortune estimée à 20,2 milliards de dollars d'après le magazine Forbes.

## Vie privée
Chaleo Yoovidhya s'est marié deux fois. Il est le père de 11 enfants. 
Son fils Chalerm détient 2 % de Red Bull. 
En septembre 2012, son petit-fils Vorayuth Yoovidhya est arrêté pour avoir percuté et tué au volant de sa Ferrari un policier en moto : il était alcoolisé et sous l'emprise de la cocaïne. Vorayuth continue ensuite sa vie de jet-seter entre Londres, Dubaï et Cannes et ne se présente pas pendant cinq ans aux convocations de la police. Il ne sera formellement inculpé qu'en 2017 puis bénéficie le 23 juillet 2020 d'une renonciation par la police de toutes les charges pesant encore sur lui  ,,. À la suite de la vague d'indignation, le gouvernement demande un réexamen du dossier et la cour pénale de Bangkok approuve fin août 2020 un nouveau mandat d'arrêt contre Vorayuth Yoovidhya,. Mais en 2022, 10 ans après la mort du policier, Vorayuth Yoovidhya continue en toute impunité à vivre une vie luxueuse entre Londres, Dubaï et Bangkok. 
En 30 ans, Chaleo Yoovidhya, décrit comme réservé, n'a jamais donné d'entretien à la presse.